# Distretto di Šyroke
Il distretto di Šyroke (in ucraino Широківський район?) era un distretto dell'Ucraina, situato nell'oblast' di Dnipropetrovs'k. Il suo capoluogo era Šyroke.
È stato soppresso con la riforma amministrativa del 2020.